# Annateich (Hannover)
Der Annateich ist eine ehemalige Tongrube im Stadtteil Kleefeld (Hannover), Niedersachsen. Er befindet sich im Hermann-Löns-Park, einer 86 Hektar großen Parkanlage.

## Beschreibung
Das heutige Parkgelände war in früheren Jahrhunderten ein feuchtes Niedermoorgebiet, welches ab dem 17. Jahrhundert zum Abbau von Ton diente. Die ehemalige Tongrube lief später mit Wasser voll. Daraus bildete sich der ursprünglich wesentlich kleinere Annateich. 1936–1939 wurde der Teich für den Park im Naherholungsgebiet stark erweitert.
Der See besteht aus einem östlichen und einem westlichen Teil, welche durch einen an zwei Stellen durchbrochenen Damm getrennt sind. Das Wasser ist leicht trüb, die Wassertiefe liegt im Bereich von 1–2 m. Im westlichen Teil ist das Wasser etwas tiefer als im östlichen. Aufgrund der Trennung in zwei Teile mit nur minimalen Verbindungsstellen wird umgangssprachlich in Hannover auch im Plural von den Annateichen gesprochen.
Der See wird vom Fischereiverein Hannover als Angelgewässer genutzt, es ist eines der ältesten Pachtgewässer des Vereins. Angeln ist nur an zehn gekennzeichneten Stellen rund um beide Teile des Sees erlaubt.

## Bildergalerie

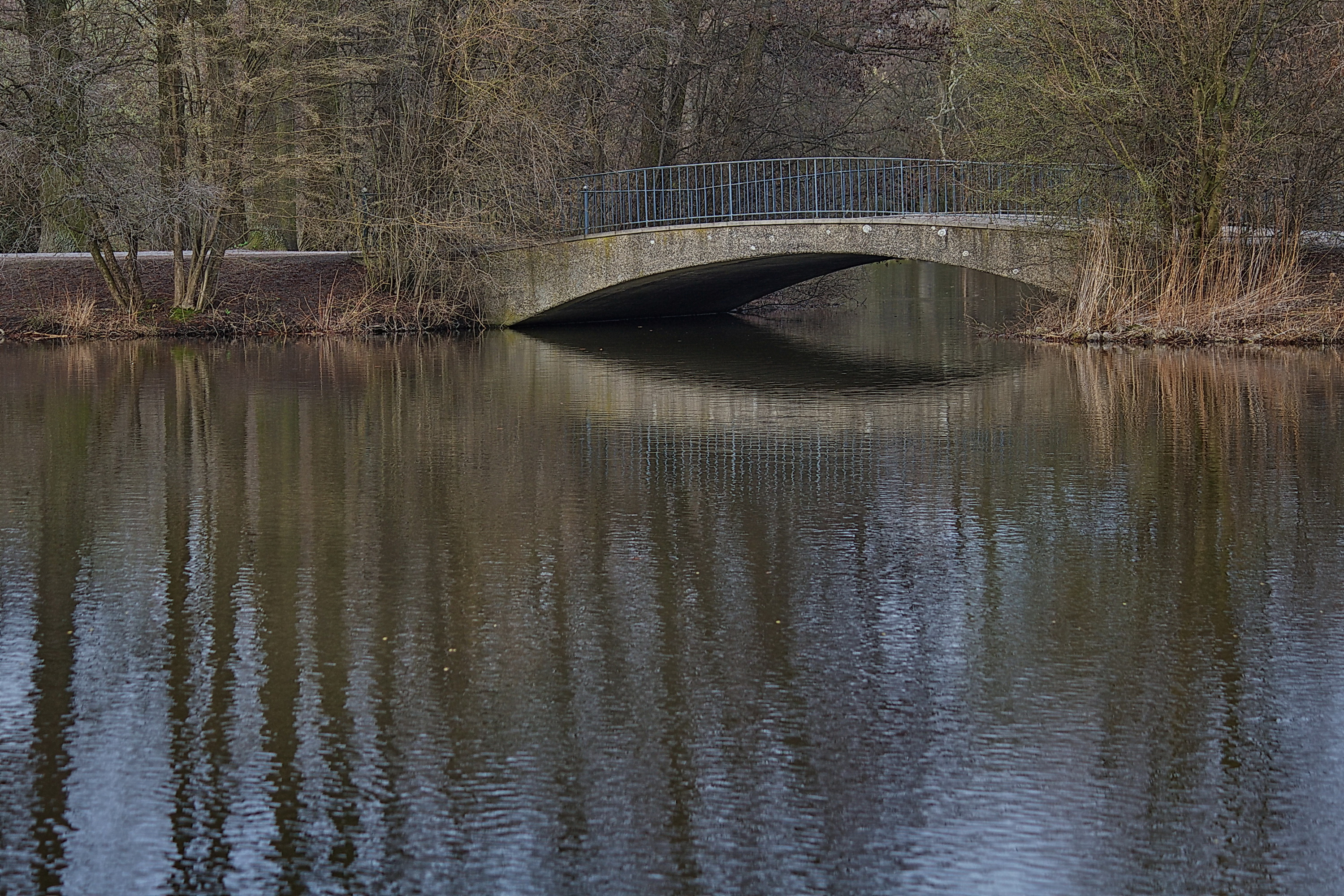
Brücke im Park, März 2010
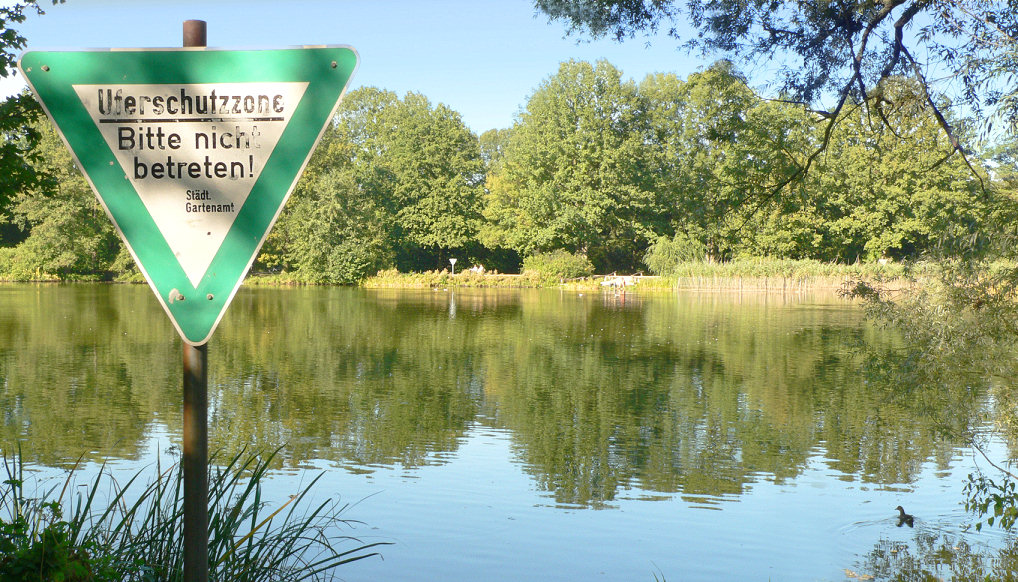
Beschilderung am Ufer, September 2006
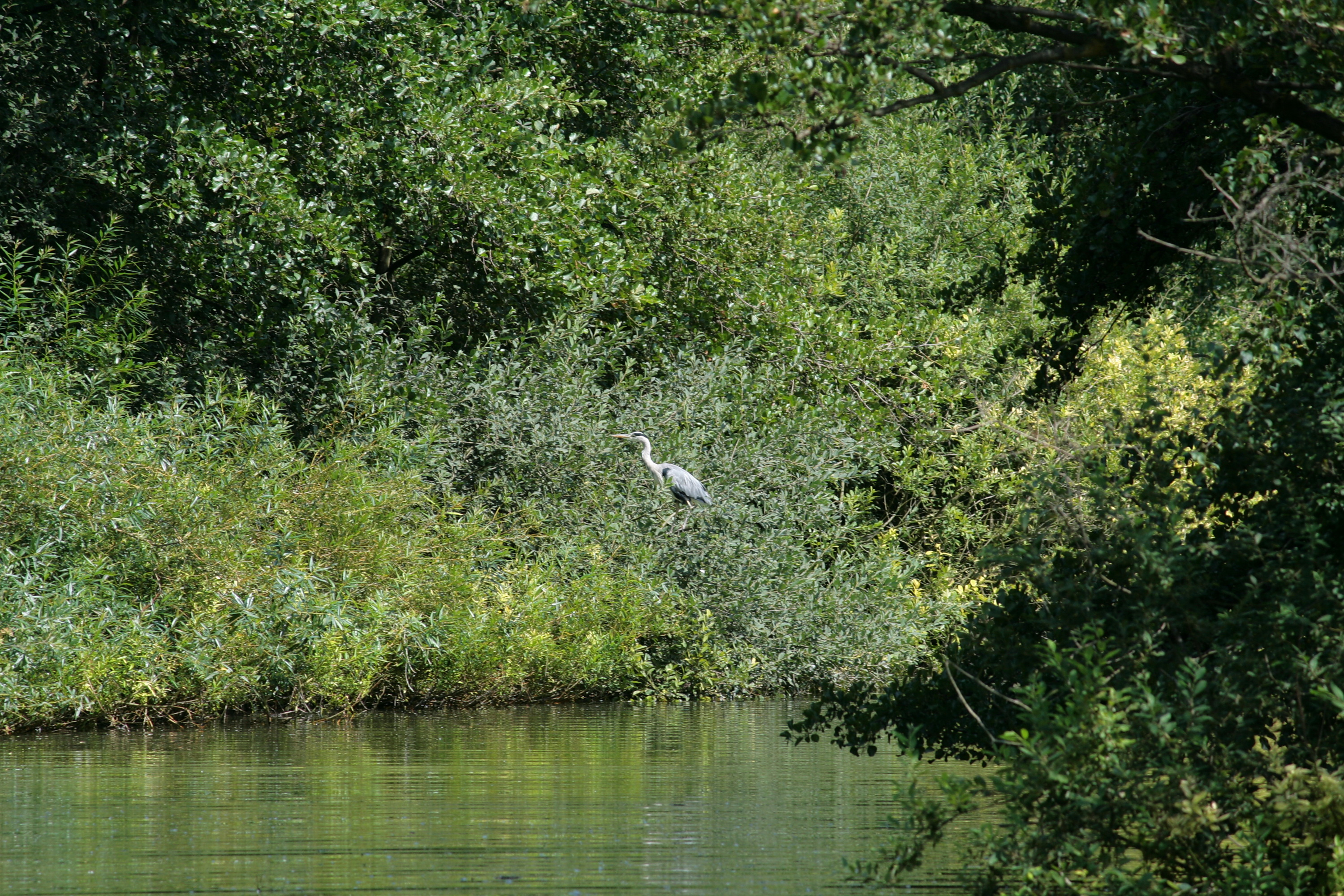
Uferzone mit Reiher, Juli 2009
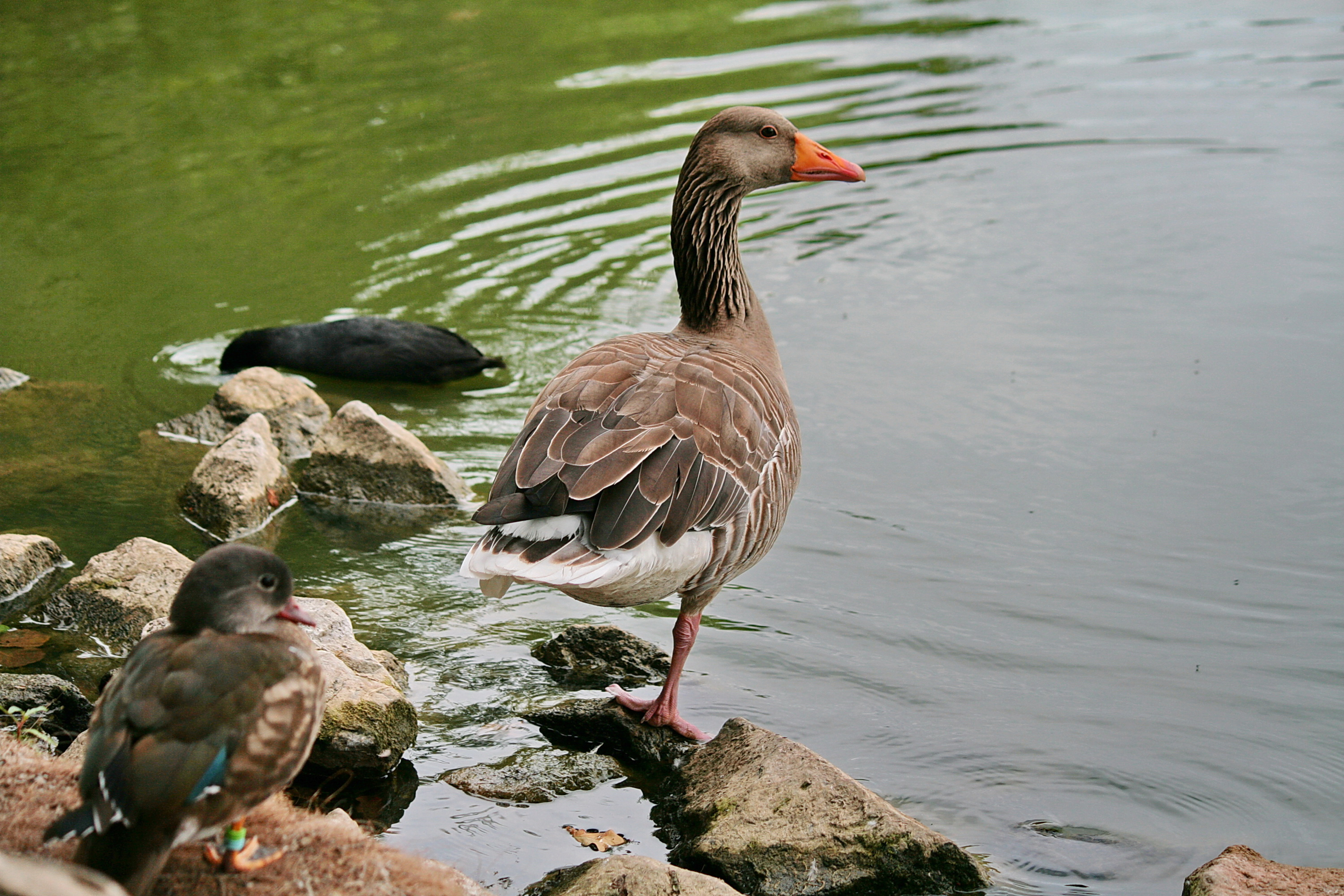
Wasservögel am Teich, Juli 2009